# Enedina Alves Marques
Enedina Alves Marques (Curitiba, 08 de janeiro de 1913 – entre 20 e 27 de agosto de 1981) foi uma professora e pioneira engenheira brasileira.
Formou-se em Engenharia Civil em 1945 pela Universidade Federal do Paraná, entrando para a história como a primeira mulher a se formar em engenharia no estado e a primeira engenheira negra do Brasil.

## Biografia
Enedina nasceu na capital paranaense em 1913. Era filha de Paulo Marques e Virgília Alves Marques, que chegaram a Curitiba nos anos 1910. A família teria se radicado no bairro Ahú ou no Portão, bairro onde Dona Duca, como a mãe de Enedina era chamada, ganhava a vida como lavadeira. Na década de 1920, Dona Duca foi trabalhar para a família do delegado e major Domingos Nascimento Sobrinho. A casa da família, de madeira, com varandas e lambrequins, foi desmontada e transferida para o Juvevê e, hoje, abriga a sede regional do Instituto do Patrimônio Histórico e Artístico Nacional. Domingos, que tinha uma filha de mesma idade, Isabel, mais conhecida como Bebeca, pagou a educação de Enedina em colégios particulares, para que ela fizesse companhia a sua filha.
Entre 1925 e 1926, Enedina foi alfabetizada na Escola Particular da Professora Luiza, dirigida pela professora Luiza Dorfmund. No ano seguinte, ingressou na Escola Normal, onde permaneceu até 1931. Entre 1932 e 1935, formou-se no curso Normal e junto com Isabel, Enedina passa a trabalhar como professora no interior do estado. Atuou em cidades como Rio Negro, São Mateus do Sul, Cerro Azul e Campo Largo.
Voltou a Curitiba entre 1935 e 1937, para cursar o Madureza no Novo Ateneu (curso intermediário que, na época, era exigido para o magistério). No mesmo período, Enedina morou com a família do construtor Mathias e com sua esposa Iracema Caron, no bairro do Juvevê. Durante este período deu aulas no próprio bairro, na Escola de Linha de Tiro. O amigo Jota Caron, parente do casal, é quem garante a permanência da professora na residência. Depois dos Nascimento, os Caron se tornam os novos benfeitores de Enedina. Mesmo sem ser formalmente empregada da casa, pagava os préstimos com serviços domésticos.
Em 1935, alugou uma casa na frente do Colégio Nossa Senhora Menina, no Juvevê, e montou classes seriadas de alfabetização. Em 1938, faz curso complementar em pré-Engenharia no Ginásio Paranaense (hoje Colégio Estadual do Paraná), no período noturno, enquanto morava na casa dos Caron.

## Engenharia
Em 1940, ingressou na Faculdade de Engenharia da Universidade do Paraná. Em 1945, Enedina graduou-se em Engenharia Civil, tornando-se a primeira mulher engenheira do Paraná e a primeira engenheira negra do Brasil. A formatura se deu no Palácio Avenida, tendo como paraninfo o professor João Moreira Garcez. Antes dela, dois negros se formaram em Engenharia na instituição: Otávio Alencar (1918) e Nelson José da Rocha (1938).
Exonerada da Escola da Linha de Tiro em 1946, Enedina se tornou auxiliar de engenharia na Secretaria de Estado de Viação e Obras Públicas. Enedina foi chefe de hidráulica, chefe da divisão de estatísticas e do serviço de engenharia do Paraná, na Secretaria de Educação e Cultura do Estado. No ano seguinte, o governador Moisés Lupion, concede transferência para o Departamento Estadual de Águas e Energia Elétrica. Enedina trabalhou no Plano Hidrelétrico do estado e atuou no aproveitamento das águas dos rios Capivari, Cachoeira e Iguaçu. Para muitos, a Usina Capivari-Cachoeira foi seu maior feito como engenheira. Apesar de vaidosa, Enedina usava macacão nas obras da usina e levava uma arma na cintura, disparando tiros para o alto para se fazer respeitar entre os homens da construção. Dentre outras de suas obras, destacam-se o Colégio Estadual do Paraná e a Casa do Estudante Universitário de Curitiba.
O major Domingos Nascimento Sobrinho morreu em 1958, deixando Enedina como uma de suas beneficiárias em seu testamento. Foi entrevistada pelo sociólogo Octávio Ianni em 1961, para a pesquisa "Metamorfoses do escravo", financiada pela Unesco. Em 1962, aposenta-se no governo do estado e recebeu o reconhecimento do governador Ney Braga, que por decreto, admitiu os feitos da engenheira e lhe garantiu proventos equivalentes ao salário de um juiz.

## Morte
Enedina morreu em agosto de 1981, aos 68 anos. Ela foi encontrada morta em seu apartamento na Rua Ermelino de Leão, no Centro de Curitiba, vítima de um infarto no dia 27. Pelo estado de decomposição do corpo, acredita-se que ela tenha morrido pelo menos uma semana antes, no dia 20. No atestado de óbito consta a data de 27 de agosto, mas a estimativa é dia 20.
O jornal Diário Popular, tabloide da época, a retratou como uma idosa excêntrica, como se não fosse uma pessoa de importância, o que causou a indignação de membros do Instituto de Engenharia do Paraná. Após o caso, vários artigos ressaltando seus feitos foram publicados pela imprensa. Enedina não tinha parentes próximos quando morreu. No que se tem registro, nunca se casou e não teve filhos.

## Legado e homenagens

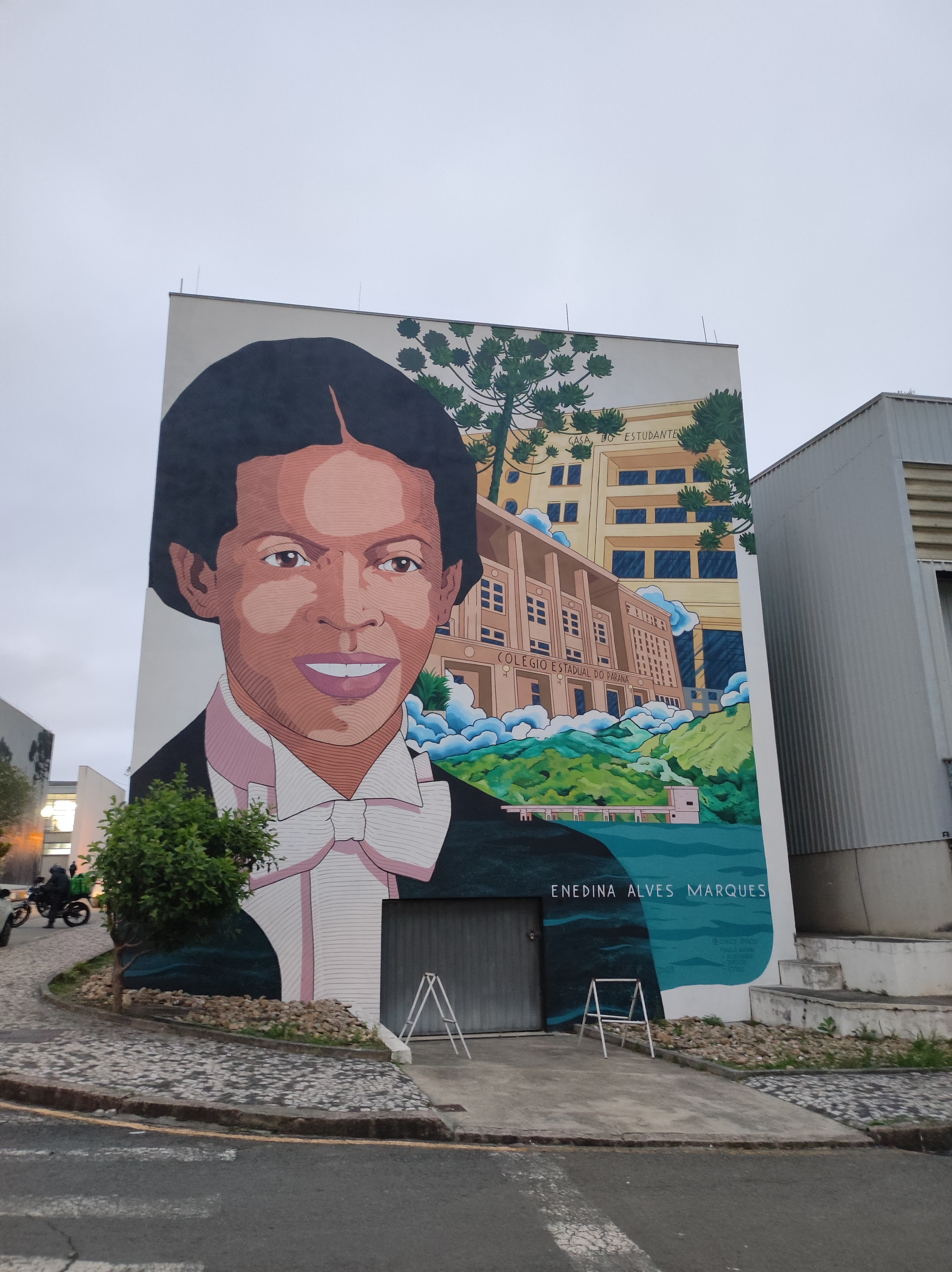
Mural em homenagem a Enedina Alves Marques, em Curitiba.

Em 1988, uma rua da Vila Oficinas, no bairro Cajuru, foi batizada com o seu nome e Enedina recebeu uma inscrição no Memorial à Mulher Pioneira, local construído pelas Soroptimistas, organização internacional voltada aos direitos humanos, da qual participou. Em 2006, foi fundado o Instituto de Mulheres Negras Enedina Alves Marques, em Maringá. Em 2014, uma campanha pela internet pedia que o Edifício Teixeira Soares, ex-RFFSA, adquirido pela UFPR, fosse renomeado em sua homenagem.
Em 2018, placa em homenagem no prédio de Tecnologia da Universidade Federal do Paraná (UFPR). 
Em 2019 a Assembleia Legislativa do Estado do Paraná aprovou o projeto de lei que denomina Engenheira Enedina Alves Marques o trecho da PR-340 entre Cacatu e Cachoeira de Cima, no município de Antonina.
Em 2021. Homenagem para Enedina Marques por Turma da Mônica no Dia Internacional das Mulheres na Engenharia. 
Em 2023, o Doodle do Google no Brasil homenageou na data de seu aniversário. 